# Лонна (коммуна)
Лонна́ (фр. Lompnas) — коммуна во Франции, находится в регионе Рона — Альпы. Департамент — Эн. Входит в состав кантона Люи. Округ коммуны — Белле.
Код INSEE коммуны — 01219.

## География
Коммуна расположена приблизительно в 420 км к юго-востоку от Парижа, в 55 км восточнее Лиона, в 50 км к юго-востоку от Бурк-ан-Бреса.
Около половины площади коммуны занимают леса.

## Климат
Климат полуконтинентальный с холодной зимой и тёплым летом. Дожди бывают нечасто, в основном летом.

## Население
Население коммуны на 2010 год составляло 149 человек.
| 1962 | 1968 | 1975 | 1982 | 1990 | 1999 | 2010 |
| ---- | ---- | ---- | ---- | ---- | ---- | ---- |
| 168  | 150  | 120  | 126  | 137  | 147  | 149  |

## Администрация
| Период | Период | Фамилия              | Партия | Примечания |
| ------ | ------ | -------------------- | ------ | ---------- |
| 1995   | 2001   | Ги Фолье-Талон       |        |            |
| 2001   | 2014   | Франсуа-Ксавье Дюран |        |            |

## Экономика

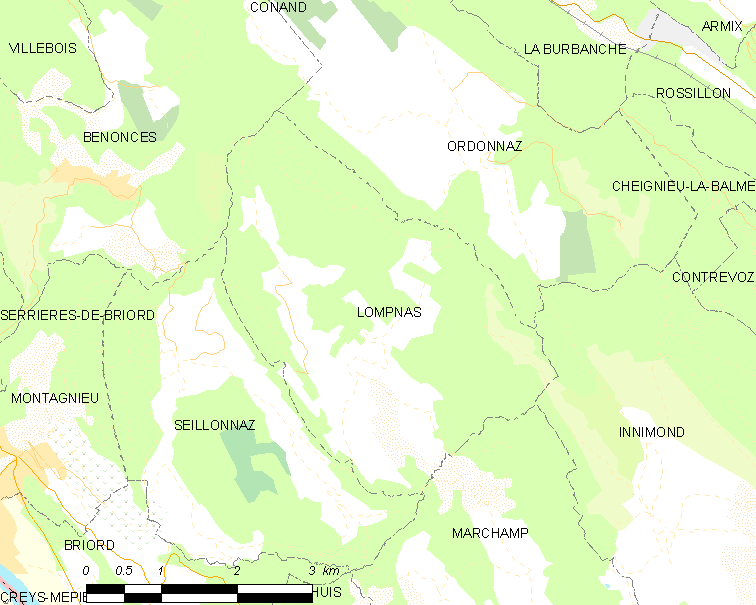
Карта коммуны

В 2010 году среди 98 человек трудоспособного возраста (15—64 лет) 83 были экономически активными, 15 — неактивными (показатель активности — 84,7 %, в 1999 году было 63,6 %). Из 83 активных жителей работали 74 человека (42 мужчины и 32 женщины), безработных было 9 (2 мужчин и 7 женщин). Среди 15 неактивных 4 человека были учениками или студентами, 5 — пенсионерами, 6 были неактивными по другим причинам.